# 카야 마간 시세
카야 마간 시세(Kaya Magan Cissé, 금의 통치자) 또는 카야 마간(Kaya Maghan), 딩가 시세(Dinga Cisse)는 가나 제국의 소닝케계 황제였다. 그는 후에 8세기부터 가나 제국을 지배했던 시세 토운카라 왕조의 창시자였다.